# Lövsjön (Gunnarskogs socken, Värmland)
Lövsjön är en sjö norr om Bortan i Arvika kommun i Värmland och ingår i Göta älvs huvudavrinningsområde. Sjön är 6,5 meter djup, har en yta på 0,347 kvadratkilometer och befinner sig 138,3 meter över havet. Sjön avvattnas av vattendraget Bortaälven (Lillekälven). Vid provfiske har abborre, gers, löja och mört fångats i sjön.

## Delavrinningsområde
Lövsjön ingår i det delavrinningsområde (665041-131621) som SMHI kallar för Mynnar i Nyesjön. Medelhöjden är 214 meter över havet och ytan är 18,56 kvadratkilometer. Räknas de 6 avrinningsområdena uppströms in blir den ackumulerade arean 128,87 kvadratkilometer. Bortaälven (Lillekälven) som avvattnar avrinningsområdet har biflödesordning 4, vilket innebär att vattnet flödar genom totalt 4 vattendrag innan det når havet efter 306 kilometer. Avrinningsområdet består mestadels av skog (73 procent). Avrinningsområdet har 0,34 kvadratkilometer vattenytor vilket ger det en sjöprocent på 1,9 procent.